# 永全片
湘语永全片，分布在湘桂走廊一带，东起湖南省衡阳市祁东县附近，向西延伸到广西壮族自治区的兴安县和灌阳县。该片使用人口达600余万，以永州市使用人数最多。
永全片包括全州话、永州话、祁阳话等，最大的特点是齿龈、龈腭塞擦音和相应擦音多读成舌叶音。发音特点总结如下：
- 保留较多的古全浊声母；
- 浊入大多归阳平，清入保留独立入声；
- 有大量舌葉音。

## 外部連結
- 漢字古今音資料庫：查詢湘語各方言單字發音（現代>湘語）